# Lürzerhof

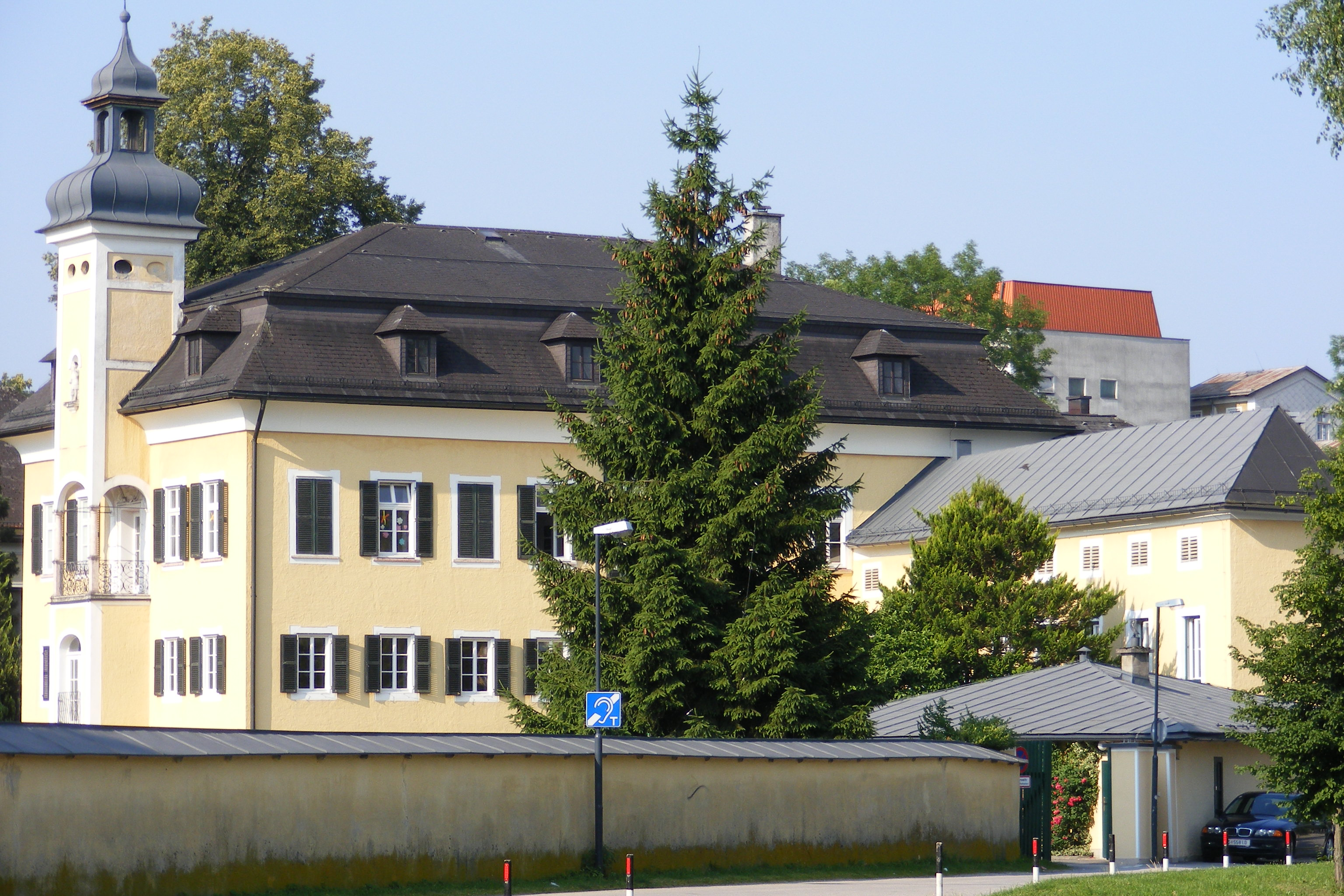
Lürzerhof

Der Lürzerhof ist ein im 17. Jahrhundert errichteter Herrensitz in der österreichischen Stadt Salzburg im Stadtteil Lehen. Heute ist im Gebäude das Landesinstitut für Hör- und Sehbildung untergebracht.

## Namensgebung
Das Gebäude und Anwesen war im Laufe seiner Geschichte unter verschiedenen Bezeichnungen bekannt. Namensgebend waren sowohl die Lage wie auch die Besitzer.
Ursprünglich wurde es als Egglgut oder Egglgut am Gailenbach (damals: Gailinpach) bezeichnet. Im 18. Jahrhundert erhielt das Gebäude den Namen nach den Käufern Kaufmann-Luerzerischer Hof, was verkürzt als Lürzerhof beibehalten wurde.
Nach einem Umbau im Jahre 1860 waren nach dem neuen Besitzern Moritz O’Donell auch die Bezeichnung O’Donell’sches Schloss oder O’Donellhof gängig. Es stand auch die Bezeichnung Schloss Lehen in Verwendung.
Seit 1898 befindet sich dort die Landes-Taubstummenanstalt, aus dem sich das spätere Landesinstitut für Hörbehinderte (LIH) und heutige Landeszentrum für Hör- und Sehbildung (LZHS), sowie die Volks- und Hauptschule für gehörlose und schwerhörige Kinder – Josef-Rehrl entwickelt haben. Letztere ist seit 2017 in einem modernen Neubau untergebracht.
Das Anwesen an der Lehener Straße hat heute die Adresse Gailenbachweg 1–3.

## Geschichte

### Herrenhaus
Ursprünglich befand sich an dieser Stelle ein Bauernhof, der 1566 erstmals urkundlich erwähnt ist. Anfang des 17. Jahrhunderts wurde an dieser Stelle dann ein stattlicher Herrensitz von Baumeister Andreas Pernegger erbaut. Für den ersten Ausbau des Herrenhauses dürfte der Salzburger Stadtphysikus Dr. Michael Mayr († 1661) verantwortlich sein. Seine dritte Gattin Erntraud Feyertag und ihre Schwester Klara, die seit 1644 mit dem Hofrat und Domkapitel-Syndikus Dr. Kaspar Joachim Reiter verheiratet war, kauften das Egglgut nämlich 1652. Von 1655 an war Erntraud Mayrin Alleinbesitzerin. Der Ost-Trakt des heutigen Gebäudes mit dem Turm dürfte damals in fast quadratischen Form, wie sie alle Salzburger Ansitze aufweisen, erbaut worden sein.
In der Folge sind als wechselnde Besitzer dokumentiert:
- ab 1670: Johann von Fletting, Obrist und Burghauptmann der Festung Hohensalzburg. Er ließ die Madaillons im 1. Obergeschoß malen, mit den Porträts der habsburgischen Herrscher Matthias, Rudolf II., Ferdinand II., und Ferdinand III.
- ab 1675: Georg Ehrenreich Stockhamer, Besitzer u. a. des Sternbräus und des Gasthofes Goldener Hirsch. Er fügte zu den bereits vorhandenen Porträts diejenigen von Erzbischof Max Gandolph von Kuenburg und Kaiser Leopold I. hinzu.[3]
- ab 1725: Christian Kajetan Geschwendtner, Eisenhändler[4][5]
- ab 1764: Georg Lürzer, bürgerlicher Handelsmann, Tuch- und Seidenwaren
- ab 1799: Matthias Lürzer, sein Sohn, bürgerlicher Handelsmann, Tuch- und Seidenwaren[6]
- ab 1807: Während der napoleonischen Kriege wurde das Gebäude versteigert und diente den neuen Besitzern Johann Zagler, bürgerl. Bierbräuer und seine Ehewirthin Theres Buchthaler als Gasthaus und Bierausschank. 1809 wurde es erneut zweimal versteigert.[7][8]
- 1860 erwarb Moritz O’Donnell, Graf von Tyrconnel (Bruder des Maximilian O’Donnell, der Kaiser Franz-Joseph beim Attentat am 18. Februar 1853 das Leben rettete) das Schloss für seine Gattin Clotilde Gräfin Hardegg, die es als Sommerlandsitz nutzte. 1886 verkaufte Gräfin Clotilde Hardegg das Gut an den Lazarettfonds und ließ den Hausrat versteigern.[9][10][11]
- Der Lazarettfonds, eine Stiftung des Landes Salzburg, plante verschiedene Nutzungen. Die Pläne für die Einrichtung einer Irrenanstalt scheiterten 1889. Schließlich wurde das Schloss in ein Seuchenspital umgewandelt. Heftige Proteste der umliegenden Gemeinden Maxglan, Liefering und Siezenheim bewirkten aber eine Verlegung in das St.-Johanns-Spital.

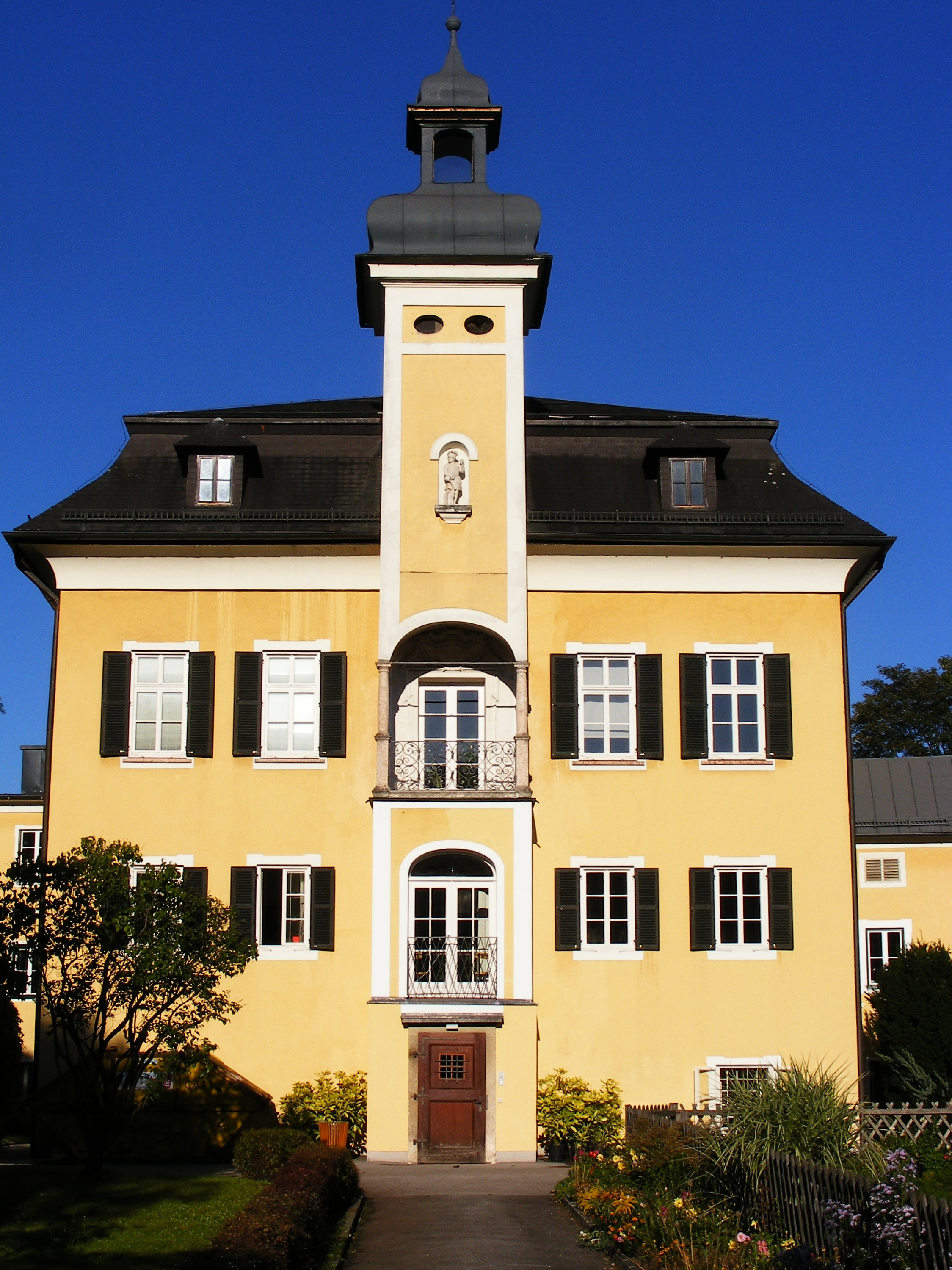
Lürzerhof
(Vorderseite, Ansicht von Osten)

### Landes-Taubstummenanstalt Salzburg
Gründung und erste Jahre
Anlässlich des 50-jährigen Jubiläums der Regierung von Kaiser Franz Josef I. fasste der Salzburger Landtag am 15. Jänner 1895 den Beschluss, „zur würdigen Feier der glorreichen Regierung S.M. Kaiser Franz Josef I. eine Landes-Erziehungsanstalt für blinde und taubstumme Kinder zu gründen“. Im Februar 1897 erwarb das Land Salzburg dafür das dem Lazarettfonds gehörende O`Donell`sche Schloss in Lehen mit seinem umfriedeten Park um den Preis von 30.000,-- Gulden und adaptierte es unter Aufwendung von weiteren 11.000,-- Gulden. Mit der Durchführung des Projektes war Landeshauptmann-Stellvertreter Domkapitular Alois Winkler betraut, der aus lehrtechnischen Gründen von einer gemeinsamen Errichtung für Blinde und Taubstumme absah. Als erster Lehrer und Leiter der Landes-Taubstummenanstalt Salzburg wurde Kooperator Ludwig Angelberger gewonnen, der sich im Herbst 1897 an die Linzer Taubstummenanstalt zur Ausbildung begab, um sich dort mit Hilfe des damaligen Leiters Direktor Alois Walcher auf sein neues Amt vorzubereiten.
Am 16. September 1898 wurde die Landes-Taubstummenanstalt Salzburg (als Privatschule) im Schloss Lehen feierlich eingeweiht und begann der Unterricht für 12 Kindern in der ersten Klasse. Direktor Ludwig Angelberger begann am 19. September 1898 den Unterricht mit 12 Kindern in der ersten Klasse. Bald wurde als zweiter Lehrer der Weltpriester Matthias Praxmayer, der ebenfalls in Linz zum Taubstummenlehrer ausgebildet worden war, angestellt, sodass jetzt bereits 23 taubstumme Kinder einer fachmännischen Ausbildung teilhaftig wurden. Die große Anzahl der im Lande Salzburg befindlichen, im schulpflichtigen Alter stehenden taubstummen Kinder, bewog den Landtag 1902 zur Errichtung einer dritten Klasse. Als dritter Lehrer kam Leopold Schneider vom k.k. Taubstummeninstitut in Wien an die Anstalt. Nun erst war es möglich, alle bildungsfähigen Kinder, die um Aufnahme angesucht haben, in der Anstalt unterzubringen. Mit Errichtung der dritten Klasse befanden sich stets 35 - 40 Kinder in der Taubstummenanstalt. 1908/09 wurden die Schule um ein Internat erweitert.
Die mit der Anstalt verbundene dreiklassige Schule für taubstumme Kinder war eine Privatschule. Das Ministerium für Kultus und Unterricht hat im Jahre 1898 zwar die Erlaubnis zur Erteilung des Unterrichtes nach den vorgelegten Lehrplänen gestattet, der Anstalt aber das Öffentlichkeitsrecht nicht zuerkannt.
Die Salzburger Taubstummenanstalt hatte in den ersten Jahrzehnten ihres Bestehens ständig finanzielle Sorgen. Die Zöglinge stammten meist aus armen Familien, die nichts für den Unterhalt ihrer Kinder beisteuern konnten. Da es vielen Familien unmöglich war, ausreichend für Kleidung und Schulsachen ihrer Kinder aufzukommen, war man auf Zuwendungen des Österreichischen Jugend-Rot-Kreuz, des Caritas-Verbandes und von privaten Wohltätern angewiesen. Für Unterkunft und Verpflegung musste nach dem damaligen Armengesetz je zur Hälfte die Heimatgemeinde der Kinder und das Land Salzburg aufkommen.
1920er bis 1930er Jahre
In der Festschrift „25 Jahre Landes-Taubstummenanstalt“ wird berichtet, dass von 1898 bis Ende 1922 in der Anstalt 221 taubstumme Kinder aufgenommen waren. Von diesen waren 124 Zöglinge bildungsfähig. Sie bringen sich durchwegs selbständig fort, die Knaben teils als Handwerker (Schuhmacher, Schneider, Tischler, Bäcker, Steinmetz, Maurer), teils als landwirtschaftliche Arbeiter; die Mädchen als Schneiderinnen und Hausgehilfinnen.
Im Jahre 1931 wurde Herr Josef Rehrl, der Bruder des damaligen Landeshauptmannes Dr. Franz Rehrl, mit der Leitung des Institutes, betraut. Josef Rehrl ging mit großem Engagement an die Arbeit und genoss als eifriger Verfechter der Lautsprachmethode und seiner auf dem Gebiete der Hörerziehung geleisteten Pionierarbeiten bald internationale Beachtung und Anerkennung. Hospitanten aus Deutschland, Holland, Dänemark und anderen europäischen Staaten holten sich im Salzburger Institut für Taubstumme fachliche Anregungen. Die enge Zusammenarbeit mit Dr. Gustav Barczi, Direktor der Taubstummenanstalt Budapest, bewirkte große Erfolge innerhalb der Gehörlosenpädagogik.
1938 - 1945
Die Sommerferien 1938 begannen noch ganz normal. Während der Ferienwochen wurde das Institut von der Hitlerjugend genützt. Gegen Ende der Ferien wurde den Eltern der Zöglinge mitgeteilt, dass es kein Schuljahr 1938/39 in der Landes-Taubstummenanstalt geben wird und dass sie ihre Kinder in anderen Schulen anmelden sollen. Während des Zweiten Weltkrieges wurde die Anlage als Heim für Deutsche Jungen verwendet. Da sich die Behörden im Gau Salzburg nicht auf ein geeignetes Objekt zur Errichtung einer Gehörlosenschule mit Heim einigen konnten, keine geeigneten bzw. ausgebildeten Taubstummenlehrer für den Einsatz vorhanden waren und Josef Rehrl zwar als fachlich guter Taubstummenlehrer galt, aber als politisch für unzuverlässig angesehen wurde, wurden im Jahre 1943 die Bemühungen zur Errichtung einer Salzburger Gehörlosenschule mit Heim eingestellt.
Mit Ende des Krieges im April/Mai 1945 war auch das Ende des Heimes für Deutsche Jungen gekommen. Nach Kriegsende wurde das Gebäude von der US-amerikanischen Besatzungsmacht übernommen und es kamen amerikanische Soldaten ins Haus, die den Park und den Gemüsegarten zum Abstellen ihrer Fahrzeuge und Panzer benützten.

### Landesinstitut für Hörbehinderte und Josef-Rehrl-Schule
1948 - 1949
Im Dezember 1947 wird in den Salzburger Nachrichten die Wiedererrichtung der Salzburger Landes-Taubstummenanstalt angekündigt und für Interessenten geworben. Am 1. Februar 1948 wird die Landes-Taubstummenanstalt unter der Leitung von Landeshauptmann Josef Rehrl wieder eröffnet. Seit 1949 ist das Land Salzburg wieder Eigentümer des Schlosses.
1951 - 1956
Im Jahr 1951 wird unter Landeshauptmann a. D. Direktor Hofrat Josef Rehrl mit einem Neubau der Schule begonnen. Die Fresken am Schulgebäude werden von Josef Schulz – einem Schüler und Mitarbeiter von Anton Faistauer – ausgeführt. Hatte der Unterricht im Schuljahr 1948/49 mit vier Klassen begonnen, so konnten ab dem Schuljahr 1952/53 nun acht Klassen geführt werden. 1955/56 wird das Werkstattgebäude für die Berufsausbildung zum Tischler und Damenkleidermacher errichtet. Bereits ein Jahr später wurde der Verbindungstrakt zwischen Schule und Werkstattgebäude gebaut.
1964 - 1975
Am 7. Jänner 1964 wird der neu eingerichtete heilpädagogische Sonderkindergarten eröffnet. 1969 wird die Taubstummenanstalt anlässlich der 75-Jahr-Feier ihres Bestehens in „Landesinstitut für Hörbehinderte“ umbenannt. In den siebziger Jahren begann am Landesinstitut für Hörbehinderte unter der Leitung des damaligen Direktors Alois Huber die Hör-Frühförderung.
1976 - 1983
1976 beschließt die Landesregierung den Neubau eines Internats auf dem 1970 vom eh. Jodlbauern angekauften benachbarten Grundstück sowie die Restaurierung und grundlegende Sanierung des o`Donell´schen Schlosses mit beiden Nebentrakten. Die Fertigstellung und Übergabe des Internates erfolgt 1980. Die Sanierung und Restaurierung wurde 1982 beendet. Durch die Sanierung wurde das Schlossgebäude in Charakter eines Sommer-Landsitzes weitgehend wiederhergestellt.
1987 werden die Ausbildungswerkstätten des Landesinstituts für Hörbehinderte für körperlich behinderte oder sozial benachteiligte Jugendliche (nach Maßgabe freier Plätze) geöffnet. in der Küche werden nun auch Jugendliche im Lehrberuf „Koch/Köchin“ ausgebildet.
1989 - 1997
Im Schuljahr 1989/90 beginnt die mobile Betreuung von hörbehinderten Kindern in den Regelschulen. Für die mobilen Sonderpädagogen und Stützlehrer wird 1995 wird im LIH als Stützpunkt das Sonderpädagogische Zentrum (SPZ) für Sinnesbehinderte eingerichtet.
Ab dem Schuljahr 1996/97 wird die 1. Klasse der Volksschule in integrativer Form geführt.
Im November 1996 wird die Sanierung und Neueinrichtung des Turnsaales abgeschlossen.
1996 erhält das LIH die Bewilligung, in der Gärtnerei Jugendliche im Lehrberuf „Gärtner“ auszubilden.
Am 26. Juni 1998 findet aus Anlass des 100-jährigen Bestehens ein Festakt statt und es erschien eine Jubiläumsschrift.
1999/2000 erfolgt die Erweiterung der Tischlerei durch einen südseitigen Anbau.
2002 In Würdigung der Verdienste von Josef Rehrl erhält die Volks- und Hauptschule für gehörlose und schwerhörige Kinder im Rahmen einer Feierstunde am 13. Juni 2002 die Bezeichnung „Josef Rehrl Schule“. Josef Rehrl, dazumal Leiter der Anstalt, war von den Nationalsozialisten beauftragt worden, die Schule aufzulösen. Der Direktor ließ bei dieser Gelegenheit sämtliche Personalakten verschwinden und rettete Kinder mit vererbter Gehörlosigkeit vor dem schwerwiegenden medizinische Eingriff.
2003 wird die Aufbauorganisation des Landesinstitut für Hörbehinderte formal auf die Rechtsgrundlage eines neuen Statuts gestellt. Durch die Erlassung eines neuen Organisationsstatutes durch einen Beschluss der Landesregierung wird den aktuellen Anforderungen und den Empfehlungen des Salzburger Landesrechnungshofes (Bericht LRH 3-18/6-1996) entsprochen.
2018 erfolgt der Neubau der Volks- und Hauptschule für gehörlose und schwerhörige Kinder – Josef Rehrl.
Im Juni 2023 gab die Volksanwaltschaft bekannt, dass an der Josef-Rehrl-Schule und dem zugehörigen Internat über Jahrzehnte hinweg unter verschiedenen Direktoren – auch dem Namensgeber und ehemaligen Landeshauptmann Josef Rehrl – Hunderte gehörlose Kinder und Jugendliche gequält und misshandelt worden seien. Die Misshandlungen hätten in körperlicher Gewalt wie Stockschlägen, Prügel, stundenlangen Gewaltmärschen, Ziehen an den Haaren, Verwehren von Trinkwasser, Essenszwang und der Nötigung zum Essen von Erbrochenem bestanden. Psychische Gewalt bestand darin, den Kindern und Jugendlichen die Gebärdensprache zu verbieten; sie wurden gezwungen, Laute von sich zu geben und geprügelt, wenn sie dies nicht vermeintlich richtig taten. Die Kinder wurden von ihren Eltern möglichst umfassend getrennt und verbrachten teilweise über zehn Jahre, vom Kindergartenalter bis nach Abschluss einer Lehre, an der Schule bzw. im Internat.

## Kunstgeschichte
Lorenz Hübner beschreibt 1792 den Gutshof folgendermaßen: „Der Kaufmann=Luerzerische Hof, etwas entfernter von der Stadt und Straße, links auf einem Hügel, ein sehr geräumiges und langes Gebäude, mit Altanen und Thürmchen, wobey ein großer und breiter Garten mit mehreren Lusthäusern sich befindet, der mit einer Mauer umgeben ist.“
Der Lürzerhof ist ein dreigeschoßiger Bau, der im Kern aus dem 17. Jahrhundert stammt und ursprünglich quadratisch war. An der Ostseite steht ein schlanker Turm mit Laterne und Spitzhaube, sowie im zweiten Stock einer Loggia mit schlanken Marmorsäulen und schmiedeeisernen Brüstungsgitter aus dem 17. Jahrhundert. An der Decke der Loggia steht in Goldbuchstaben das Leitwort „Liebe Gott über alles“, zugeschrieben im Auftrag des Besitzers Christian Kajetan Gschwendtner.
Im Parterre befand sich ursprünglich die Gärtnerwohnung.
Im ersten Obergeschoß, das ursprünglich im Osten durch eine Freitreppe beidseits erschlossen war, befinden sich zwei große Räume mit kassierten Stuckdecken aus der ersten Hälfte des 17. Jahrhunderts.
Im zweiten Obergeschoß befinden sich im Mittelgang zwei gemalte Rundmedaillons in Stuckumrahmung aus der ersten Hälfte des 17. Jahrhunderts, zugeschrieben im Auftrag des Besitzers Georg Ehrenreich Stockhamer; das eine Herrenporträt zeigt Fürsterzbischof Max Gandolf von Kuenburg, das andere Leopold von Österreich; zur damaligen Zeit waren diese beiden Persönlichkeiten im Rat des Heiligen Römischen Reiches Deutscher Nation vertreten.
Davor, im Mittelgang über einem Rundbogen, das in Stuck ausgeführte Wappen der Adeligen von Gschwentner aus der ersten Hälfte des 18. Jahrhunderts.
In der Kapelle oder im Andachtsraum befindet sich ein Barockaltar, auf dessen Altarblatt die Schmerzhafte Muttergottes aus der Mitte des 18. Jahrhunderts dargestellt ist. In thematischer Abstimmung mit dem Altar zeigen zwei Grisaille-Gemälde an den Wänden die Kreuzabnahme und die Grablegung Christi. Die Decke wurde 1908/09 mit schönen Blumen-Ornamenten im Jugendstil ausgeschmückt.